# 鈴木塞吉歐
鈴木塞吉歐（日语：鈴木 セルヒオ，1994年10月9日—）是一名日本男子跆拳道運動員，目前所屬於東京書籍。

## 生平
他的父親是日本人，母親為玻利維亞人，他在兄弟三人當中排行第二，弟弟鈴木里卡爾多也是跆拳道運動員。五歲時全家從日本移居玻利維亞，高中時留學韓國，大學時期在大東文化大學就讀。他曾經獲得2018年亞洲運動會跆拳道比賽男子58公斤級銅牌。

## 外部連結
- TaekwondoData.com （页面存档备份，存于）
- 鈴木塞吉歐的Instagram帳戶